# Lucjanowo
Lucjanowo – wieś w Polsce, położona w województwie wielkopolskim, w powiecie kolskim, w gminie Koło.
W latach 1975–1998 wieś administracyjnie należała do województwa konińskiego.

## Informacje ogólne
Wieś leży 7 km na północ od Koła, na wschód od drogi wojewódzkiej nr 270 do Włocławka. W skład sołectwa wchodzi także osada Wrząca Wielka-Kolonia.

## Demografia
Według danych Głównego Urzędu Statystycznego z 2009 roku miejscowość liczyła 233 mieszkańców (129 mężczyzn, 104 kobiety)